# Nemoria bifilata
Nemoria bifilata är en fjärilsart som beskrevs av Walker 1863. Nemoria bifilata ingår i släktet Nemoria och familjen mätare. Inga underarter finns listade i Catalogue of Life.